# Tolminka
Tolminka je gorska reka, ki tvori 10 km dolgo dolino. Izvira na več mestih v zatrepu pod Prehodci oziroma ob vznožju gore Osojnice, na nadmorski višini 680 m kot kraški izvir. Zatrep obdaja z ene strani Krnsko pogorje z druge pa Bohinjske gore. Ta to področje so značilni površinski in podzemni kraški pojavi saj geološko podlago tvorijo karbonatne kamnine. Tukaj se nahaja ena najglobjih jam, Pološka jama, na celotnem porečju Tolminke pa je v katastru vpisanih 41 jam in brezen. Tolminka ima več pritokov, katerih izviri imajo praviloma kraške oblike, saj se pojavljajo na stiku med neprepustnimi fliši in narinjenimi prepustnimi dachteinskimi apnenci in dolomiti.
Najširšo uravnavo v zgornjem toku reka oblikuje na planini Polog na višini med 450 in 500 m. Na predelu od izvira do planine Polog so vidni tudi največji ostanki nekdanjega ledenika (balvani, morene in nasipi). Sama planina leži na velikem vršaju imenovanem Prpinc. V nadaljevanju je struga urezana v konglomeratne sloje vse do trdne podlage, zato je dolina čedalje ožja.
Reka je pod vasjo Čadrg izoblikovala globoko sotesko, imenovano Korita Tolminke, po kateri vodi zaščitena pot za obiskovalce. Nad prepadno strugo je speljana cesta s Hudičevim mostom, ki je služila že avstro-ogrskim vojakom v času Soške fronte. Pod mostom se v potok izliva termalni izvir s konstantno temperaturo vode med 18 in 20 °C, medtem ko Tolminka skozi celo leto ne presega temperature 8 °C. V koritih je tudi sotočje Tolminke in potoka Zadlaščica, ki je zaščiteni rezervat soške postrvi. Sotočje se nahaja na nadmorski višini 180 m in je najnižja točka Triglavskega narodnega parka. Na pobočju nad njim je vhod v t. i. Dantejevo jamo.
Takoj za koriti se Tolminka spusti v Tolminsko kotlino. Po vodnatosti je eden glavnih pritokov Soče, kar je posledica lege izvira v visokogorju. 
V bližini planine Polog leži na Javorci Cerkev Svetega Duha, je spominska cerkev padlim v prvi svetovni vojni.
Dolina Tolminke leži v Triglavskem narodnem parku in se pri Tolminu izliva v reko Sočo. 

## Galerija
- Izvir Tolminke
- Hudičev most
- Zatrepna krnica v območju izvira Tolminke, zadaj Prehodci.